# Czaa-Chol
Czaa-Chol (ros. Чаа-Холь) – wieś w Rosji, w Tuwie, ośrodek administracyjny kożuunu czaa-cholskiego. W 2010 liczyła 3350 mieszkańców.